# Stundenbuch der Katharina von Kleve

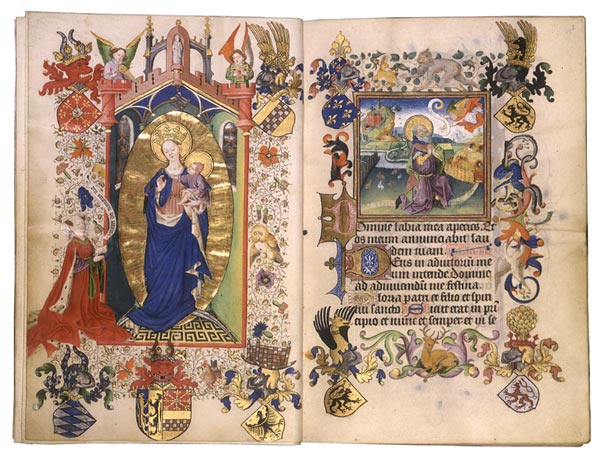
Katharina von Kleve auf Knien vor der Mutter mit Kind auf der Mondsichel, 19,2 × 13 cm

Das Stundenbuch der Katharina von Kleve entstand um 1440 in Flandern. Heute gehört es der Pierpont Morgan Library in New York City  (M 917 und M 945). Benannt ist das Stundenbuch nach der Auftraggeberin Katharina von Kleve (1417–1479). Es stellt einen Höhepunkt niederländischer Malkunst des 15. Jahrhunderts dar.

## Geschichte

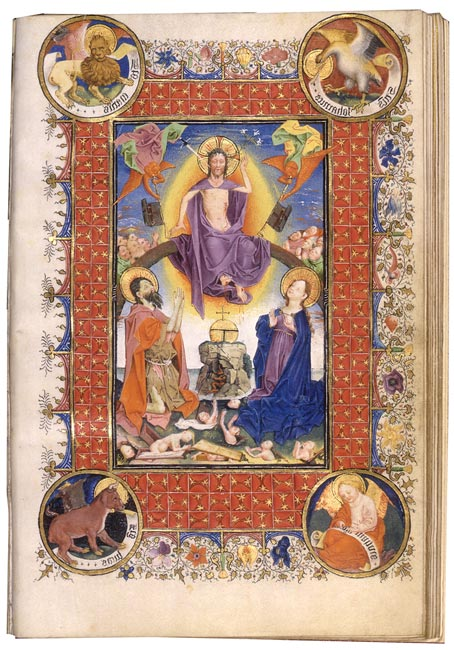
Christus mit Johannes dem Täufer und der Jungfrau, eingerahmt von Symbolen der Evangelisten

Das Stundenbuch ist reich illustriert und entstand in einer Werkstatt in Utrecht oder in Nimwegen, die konventionell dem Meister der Katherina von Kleve zugeschrieben wird. Mit Sicherheit entstand es erst nach 1434, weil ein Goldstück von Philipp dem Guten aus diesem Jahr in der Miniatur von Gregor dem Großen wiedergegeben wird (MS M.917/945, S. 240–241).
Die Auftraggeberin Katharina war die Tochter des Grafen Adolf II. von Kleve und der Maria von Burgund, somit Enkelin von Johann Ohnefurcht. Nach ihrer Heirat 1430 mit Herzog Arnold von Egmond, möglicherweise dem Anlass des Auftrags, war sie Herzogin von Geldern. Sie wird auf Folio 1 gezeigt mit ihrem und ihrer Familie Wappen.
Der Pariser Herausgeber und Buchhändler Jacques Techener erwähnte das Manuskript 1856. Er teilte es wahrscheinlich in zwei Bände mit einer unkorrekten Anordnung. Den ersten Band verkaufte er an den Herzog von Arenberg in Brüssel, wo dieser bis 1958 verblieb. Dann kaufte der New Yorker Antiquar Hans Peter Kraus diesen Band und verkaufte ihn an Alastair Martin für die Guennol Sammlung weiter. Die Pierpont Morgan Library erwarb den Band 1970, wo er bis heute verblieben ist (M 945). Den zweiten Band kaufte die Morgan Library 1963 beim Baron Maurice de Rothschild, der sie 1936 erworben hatte (M 917).

## Beschreibung
Das Manuskript enthält 357 Blätter in zwei Teilen (193/164) mit 24 ganzseitigen und 132 halbseitigen Miniaturen. Davon sind sieben ganzseitige und vier halbseitige verloren. Die Seiten sind ungefähr 192 × 130 mm groß.
Die Texte bestehen aus den üblichen Gebeten und Litaneien zu den kalendarisch gegebenen Anlässen.
Der Buchmaler zeichnet sich durch Farben mit deckenden Gouachen, durch den Ausdruck der Gesichter und die realistische Beschreibung aus. Er nutzt erstmals reichlich Alltagsgegenstände oder Tiere, die er vergrößert oder humorvoll in die Bordüren setzt. Man darf den Einfluss des Jan van Eyck erkennen. Das kleinformatige Stundenbuch und seine zur Kontemplation einladenden Bilder passen zum Gebetskonzept der Devotio moderna, die in den Niederlanden die private Andacht förderte. Diese Kunst beeinflusste später auch den Wiener Meister der Maria von Burgund, Ehefrau Kaiser Maximilians.

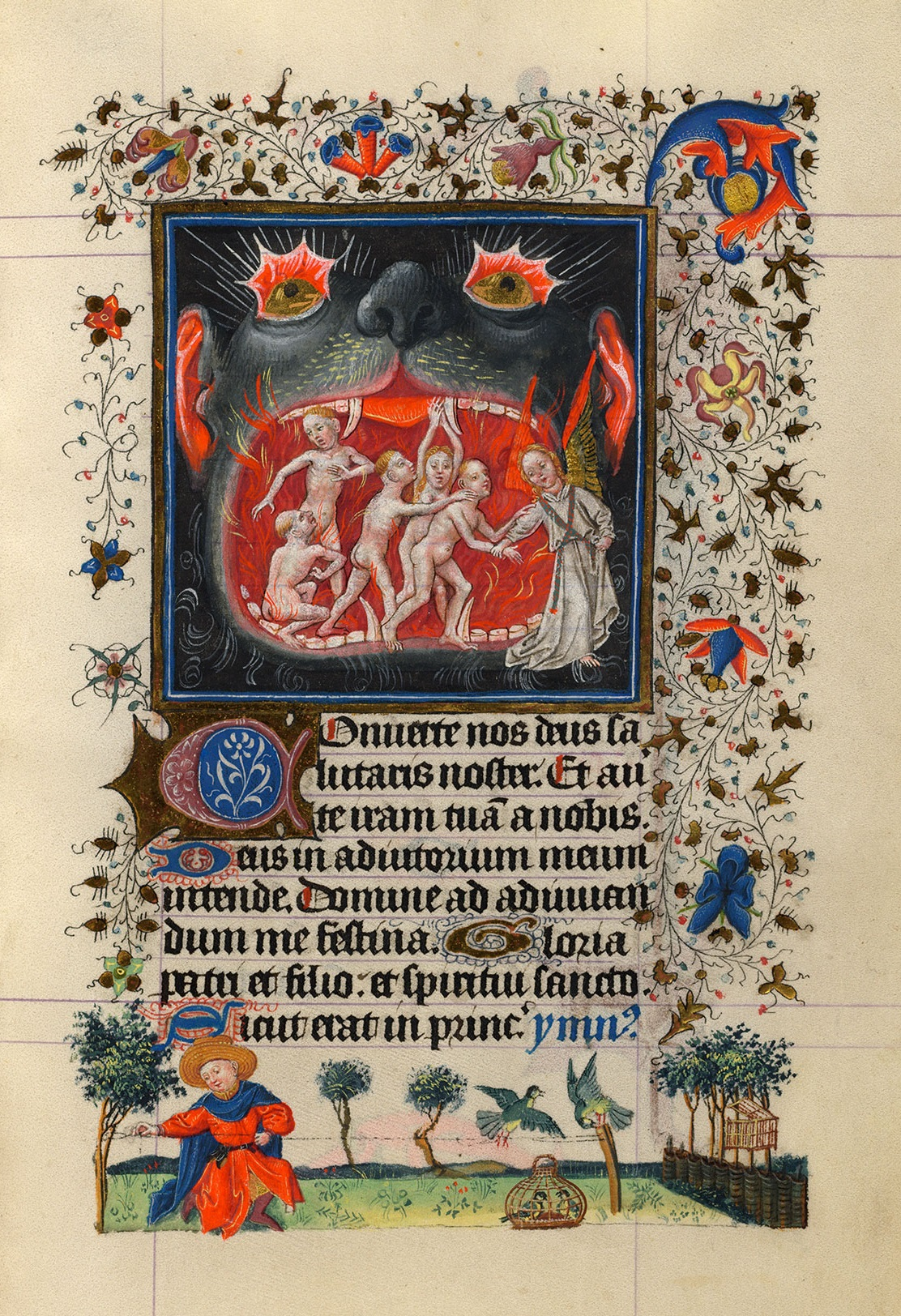
Seelen im Fegefeuer (F. 107 recto)

Folio 247 recto zeigt den hl. Cornelius und hl. Cyprian, die von verschiedenen Vogelkäfigen umgeben sind. Der Vogel ist ein Symbol der menschlichen Seele. Eine Darstellung des Fegefeuers findet sich in Folio 107 recto.
Willem Vrelant, der Gründer der Buchmalergilde in Brügge, wurde in derselben Werkstatt ausgebildet, die den Stand der Buchmalerei in den Niederlanden und im nördlichen Rheinland verkörperte.

## Einzelbelege
1. ↑  Walther, Codices illustres, S. 310
2. ↑  Book of Hours. 13. Juli 2017, abgerufen am 27. März 2023 (englisch).